# 月曜スペシャル90
『月曜スペシャル90』（げつようスペシャルきゅうじゅう）は、1984年10月1日から1985年9月30日までテレビ朝日系列局が編成していたテレビ朝日製作の単発特別番組枠である。

## 概要
テレビ朝日が月曜ゴールデンタイムに初編成した単発特番枠。バラエティ番組の放送が主であったが、ドキュメンタリー番組やアニメ映画（藤子不二雄作品と東映系作品）を放送することもあった。
原則として毎週月曜 19:30 - 20:51 （日本標準時）に編成されていたが、放送番組の長さに合わせて枠を拡大する場合もあった。また、通常は直後の20:51 - 20:54に『ミニミニ招待席』という番宣番組が放送されていたが、本枠で巨人戦中継が行われる日には19:00 - 20:54の編成となるため、月曜19:00枠のアニメと『ミニミニ招待席』は共に休止した。巨人戦以外のカード（主にパ・リーグ戦）を中継する日には19:30 - 20:54の編成となり、『ミニミニ招待席』のみが休止となった。
1985年秋の改編で、21時台の『月曜ワイド劇場』枠が『ニュースステーション』の放送開始によって1時間繰り上がることになり、それに合わせて本枠は1年で終了した。

## 放送番組一覧

### 1984年
| 放送日   | サブタイトル                                         | 主な出演者                                                             | 備考                 |
| -------- | ---------------------------------------------------- | ---------------------------------------------------------------------- | -------------------- |
| 10月1日  | 忍者ハットリくん+パーマン 超能力ウォーズ             | 声：堀絢子、三輪勝恵、菅谷政子、三田ゆう子、大竹宏、内海賢二           | 19:00から放送        |
| 10月8日  | 輝け！外人ちびっこ歌謡大賞                           | 一般外国児童参加者                                                     |                      |
| 10月15日 | 爆笑！全日本珍ペット大集合                           |                                                                        |                      |
| 10月29日 | タモリの世界一周クイズ・ニッポンどんなクニ!?         | タモリ                                                                 |                      |
| 11月5日  | 都はるみ引退・ありがとう20年！                       | 都はるみ                                                               | 都はるみ引退発表番組 |
| 11月12日 | 第1回ジャパンカップ男子世界大会                      |                                                                        | 19:00から放送        |
| 11月19日 | オールスター女形男形仮装グランプリ!!                 | 山本譲二、高田みづえ、石川さゆり、細川たかし、八代亜紀                 |                      |
| 11月26日 | 羽仁進愛の動物探検記                                 | 羽仁進                                                                 |                      |
| 12月3日  | なつかしのヒットパレード・スターものまね大賞         | 玉置宏                                                                 |                      |
| 12月10日 | 春どっきりカメラ 突撃レポーターVS逆襲スター          | 梨元勝ほか芸能リポーター                                               |                      |
| 12月17日 | 決定版'84世界の動物アイドル                          | 石野真子                                                               |                      |
| 12月24日 | 第1回ウルトラ人間影絵大賞                            |                                                                        |                      |
| 12月31日 | 藤子不二雄スペシャル '84大晦日だよ！ドラ・ハッ・パー | 大山のぶ代、小原乃梨子、堀絢子、菅谷政子、三田ゆう子、三輪勝恵、大竹宏 | 18:20から放送        |

### 1985年
| 放送日  | サブタイトル                                                                             | 主な出演者                                                                                 | 備考 |
| ------- | ---------------------------------------------------------------------------------------- | ------------------------------------------------------------------------------------------ | --- |
| 1月7日  | 世界最大のサンゴ礁・グレートバリアリーフ                                                 | 椎名誠                                                                                     | 19:00から放送 |
| 1月14日 | '85プロ野球春の特大号!!オールスター歌謡選手権                                            | プロ野球選手たち                                                                           | |
| 1月21日 | 永久保存版！帰ってきた懐かしのスーパーヒーロー                                           | 楠田枝里子、明石家さんま、コント赤信号                                                     | |
| 1月28日 | 忘えぬヒット歌謡 あの人は今…！                                                           | 渚ゆう子、山下敬二郎                                                                       | |
| 2月4日  | 冬の祭典！オールスター氷上大運動会                                                       | 石川秀美、岡田有希子、たけし軍団、羽賀研二                                                 | |
| 2月11日 | 母さん、ぼく死ぬのはいやだ！                                                             |                                                                                            | |
| 2月18日 | 世界名作童話 白鳥の湖                                                                    | 声：竹下景子、志垣太郎、小池朝雄                                                           | 1981年東映動画作品 |
| 2月25日 | 最新！ザ・血液型                                                                         |                                                                                            | |
| 3月4日  | 応演歌'85！アフリカの子供に水とミルクを!!                                                | 森進一、細川たかし、千昌夫、大川栄策、前川清、森昌子                                       | |
| 3月11日 | 羽仁進の動物探検記                                                                       | 羽仁進                                                                                     | |
| 3月18日 | すごい!!世界の奇人変人びっくり大競演                                                     | 世界各国からの奇人変人たち                                                                 | |
| 3月25日 | 第2回輝け！外人ちびっこ歌謡大賞・決勝大会                                                | 一般外国児童参加者                                                                         | |
| 4月1日  | エープリルフールだ生放送！だますぜ一番うそつきグランプリ                                 | 所ジョージ、堀ちえみ、渡哲也、古舘伊知郎、アントニオ猪木ほか新日本プロレス所属プロレスラー | 19:00から放送 |
| 4月8日  | 懐かしのヒット歌謡 紅白歌の祭典                                                          |                                                                                            | 19:00から放送 |
| 4月15日 | 驚くぜ!!第1回人間CM芸大賞                                                                | 愛川欽也                                                                                   | |
| 4月22日 | 世界初！ウルトラ人間ドミノ倒し選手権                                                     |                                                                                            | |
| 4月29日 | 元祖!!春の紅白スターものまね大賞                                                         |                                                                                            | |
| 5月6日  | 第2回オールスター女形男形仮装グランプリ!!                                                | 早見優、前川清、千昌夫、とんねるず                                                         | |
| 5月13日 | プロレスリング中継                                                                       | 新日本プロレス所属プロレスラー                                                             | |
| 5月27日 | プロ野球中継「広島東洋×巨人」                                                            |                                                                                            | 19:00から放送。広島ホームテレビとの共同制作 |
| 6月3日  | 人類の夢実現！鳥人・魚人・発明人間アニマル大賞                                           |                                                                                            | |
| 6月10日 | マコは見た！和泉雅子北帰行                                                               | 和泉雅子                                                                                   | |
| 6月17日 | プロ野球中継「西武×日本ハム」                                                            |                                                                                            | |
| 6月24日 | 独占生中継!!おめでとう聖子・正輝結婚！…今夜愛の旅だち                                    | 松田聖子、神田正輝                                                                         | 19:00から放送。後述 |
| 7月1日  | タモリの実践映画講座・魅惑のラブシーン大研究所                                           | タモリ                                                                                     | |
| 7月8日  | プロ野球中継「日本ハム×西武」                                                            |                                                                                            | |
| 7月15日 | 独占生放送!!夏だ！祭りだ！演歌スペシャル                                                 | 五木ひろし、西田敏行、秋吉久美子、舘ひろし、小柳ルミ子                                     | 五木ひろし歌手生活20周年記念 |
| 7月22日 | 羽仁進の動物探険記                                                                       | 羽仁進                                                                                     | |
| 8月5日  | '85夏・源流3000キロの旅                                                                  |                                                                                            | |
| 8月12日 | あの60年代ポップス 東京・ロス熱狂ライブ 悲しき街角からオンリー・ユーまでオリジナル全40曲 | 谷啓、高見知佳、パット・ブーン、弘田三枝子                                                 | 広島ホームテレビはプロ野球中継「広島東洋×横浜大洋」に差し替え予定だったが、雨天中止により本番組を放送（関東地区では同カードは別途テレビ東京が乗り込み自社制作で放送予定だった） |
| 8月19日 | 全日本プロアマ対決歌まねグランプリ!!                                                     | 八代亜紀、五木ひろし、小林幸子、大川栄策、牧村三枝子、ニック・ニューサ                     | |
| 8月26日 | プロ野球中継「広島東洋×巨人」                                                            |                                                                                            | 19:00から放送。広島ホームテレビとの共同制作 |
| 9月2日  | 特別取材いじめの中で叫ぶ子供たち                                                         | 板東英二                                                                                   | |
| 9月9日  | 世界名作童話 アラジンと魔法のランプ                                                      | 声：神谷和夫、鈴鹿景子、北村和夫、七尾伶子、金内喜久夫                                     | 1982年東映動画作品 |
| 9月16日 | '85京都の旅                                                                              | 田村高広                                                                                   | |
| 9月23日 | 椎名誠・十勝川物語                                                                       | 椎名誠                                                                                     | |
| 9月30日 | 秋だ一番！ドラえもん祭り『ドラえもん のび太の宇宙小戦争』                                | 大山のぶ代、小原乃梨子、野村道子、肝付兼太、たてかべ和也                                   | 19:00から放送。 |

参考：『朝日新聞縮刷版』朝日新聞社、1984年10月1日 - 1985年9月30日付のラジオ・テレビ欄。

## 備考
1985年8月12日の『あの60年代ポップス 東京・ロス熱狂ライブ 悲しき街角からオンリー・ユーまでオリジナル全40曲』の放送中に日本航空123便墜落事故のニュース速報が表示され、報道局からの臨時ニュースも挿入された。